# 麻孜乡
麻孜乡，是中华人民共和国四川省甘孜藏族自治州道孚县下辖的一个乡镇级行政单位。

## 行政区划
麻孜乡下辖以下地区：
菜子坡村、吾斯尼村、沟普村、功龙村、德尔瓦村、吾卡村、意格村、洛尔瓦村、居日村、特尔瓦村、崩龙村、韩家沟村、油龙村和小各卡村。